# Silver City (Wyspa Bożego Narodzenia)

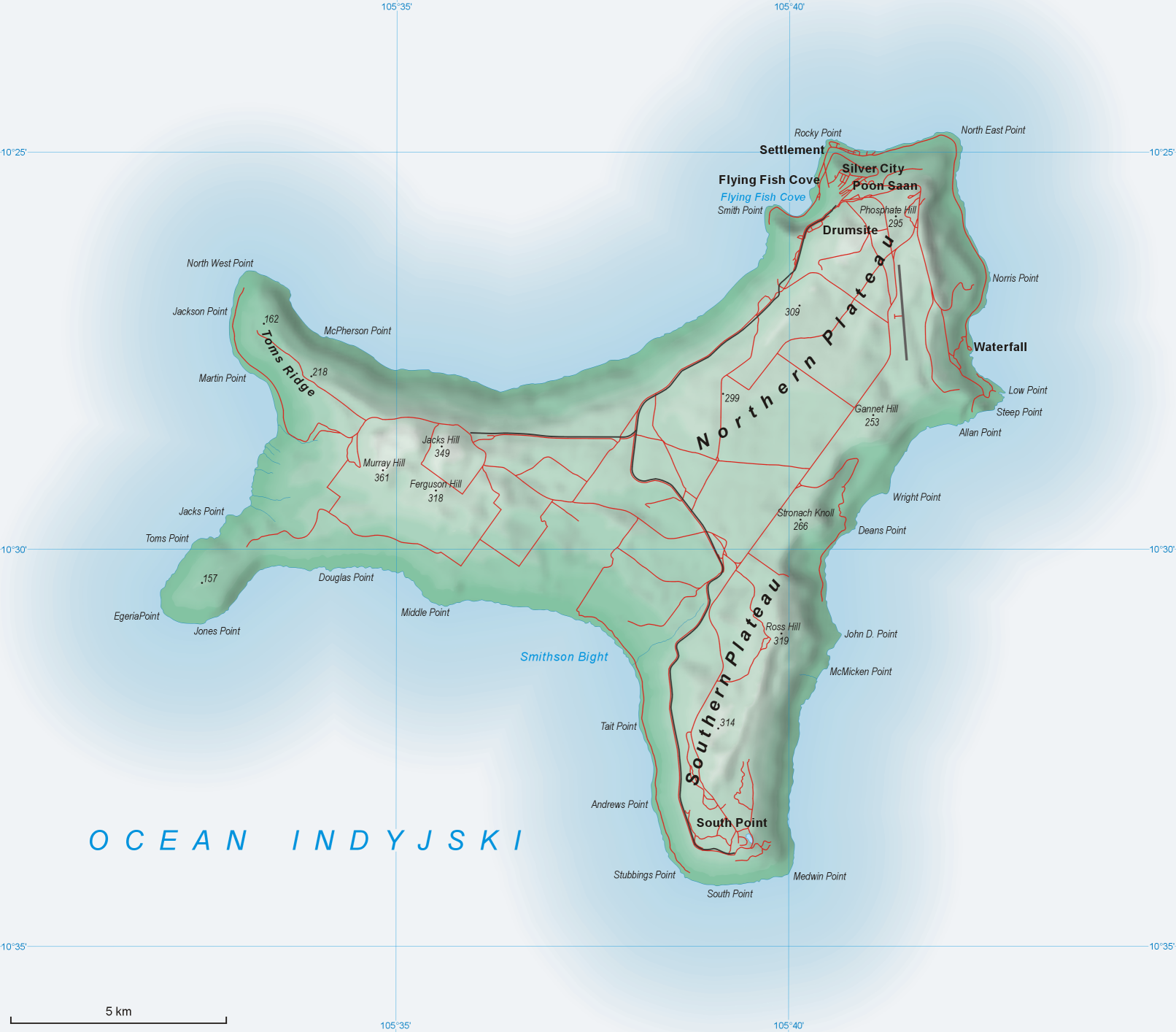
Mapa Wyspy Bożego Narodzenia z zaznaczonym Silver City

Silver City – osada na Wyspie Bożego Narodzenia (australijskiego terytorium zależnego), położona na północno-wschodnim wybrzeżu, blisko stolicy Flying Fish Cove. Skład etniczny ludności mieszkańców to Chińczycy i Europejczycy z niektórą domieszką Malajczyków. Miejscowość powstała w 1970 roku. Budynki zbudowane z aluminium i innych metali, które mają być w stanie wytrzymać cyklony.